# 에바 헤르지고바
에바 헤르지고바(Eva Herzigová, 1973년 3월 10일 ~ )는 체코의 모델, 배우이다.
그녀는 16살 때인 1989년 프라하에서 열린 모델 콘테스트에 우승한 것을 계기로 데뷔한다. 이후 프랑스 파리로 이주하면서 인기 있는 모델로 명성을 떨치게 된다. 그녀는 1990년 원더브라와 게스의 광고 모델로 발탁된 것을 계기로 모델 활동을 시작했으며, 빅토리아 시크릿의 카탈로그와 스포츠 일러스트레이티드에서 그녀의 모습을 볼 수 있다.
그녀는 1996년 9월 본 조비의 드러머인 티코 토레스와 결혼했으나 1998년 6월에 이혼했다. 2007년 6월 1일에 자신의 남자 친구인 그레고리오 마르시아이로부터 첫째 아들을 입양했다.

## 출연 작품
- 마놀로: 더 보이 후 메이드 슈즈 포 리저드 (2017)
- 어 프로미넌트 페이션트 (2017)
- 차 차 차 (2013)
- 모딜리아니 (2004)
- 수호천사 (1995)